# Shindy/Diskografie
Diese Diskografie ist eine Übersicht über die musikalischen Werke des deutschen Rappers Shindy. Den Schallplattenauszeichnungen zufolge hat er bisher mehr als 2,7 Millionen Tonträger verkauft. Seine erfolgreichsten Veröffentlichungen sind die Singles Sex ohne Grund und Nautilus mit je über 400.000 verkauften Einheiten.

## Alben

### Studioalben
| Jahr | Titel                  | Höchstplatzierung, Gesamtwochen, AuszeichnungChartplatzierungen (Jahr, Titel, Platzierungen, Wochen, Auszeichnungen, Anmerkungen) | Höchstplatzierung, Gesamtwochen, AuszeichnungChartplatzierungen (Jahr, Titel, Platzierungen, Wochen, Auszeichnungen, Anmerkungen) | Höchstplatzierung, Gesamtwochen, AuszeichnungChartplatzierungen (Jahr, Titel, Platzierungen, Wochen, Auszeichnungen, Anmerkungen) | Anmerkungen                                                                                    | [↑]: gemeinsam behandelt mit vorhergehendem Eintrag; [←]: in beiden Charts platziert |
| Jahr | Titel                  | DE | AT | CH | Anmerkungen                                                                                    |                                                                                      |
| ---- | ---------------------- | --- | --- | --- | ---------------------------------------------------------------------------------------------- | ------------------------------------------------------------------------------------ |
| 2013 | NWA                    | DE1 Gold · (1 Wo.)DE | AT1 (6 Wo.)AT | CH3 (6 Wo.)CH | Erstveröffentlichung: 12. Juli 2013 Verkäufe: + 100.000; von Juli 2013 bis Juni 2015 indiziert |                                                                                      |
| 2013 | NWA 2.0                | DE6 (5 Wo.)DE[AT: ↑][CH: ↑] | AT1 (6 Wo.)AT | CH3 (6 Wo.)CH | Erstveröffentlichung: 2. August 2013                                                           |                                                                                      |
| 2014 | Fuck Bitches Get Money | DE1 Platin · (10 Wo.)DE | AT1 (6 Wo.)AT | CH1 (8 Wo.)CH | Erstveröffentlichung: 10. Oktober 2014 Verkäufe: + 200.000                                     |                                                                                      |
| 2016 | Dreams                 | DE1 Gold · (11 Wo.)DE | AT1 Gold · (8 Wo.)AT | CH1 (13 Wo.)CH | Erstveröffentlichung: 11. November 2016 Verkäufe: + 107.500                                    |                                                                                      |
| 2019 | Drama                  | DE1 Gold · (64 Wo.)DE | AT2 (52 Wo.)AT | CH2 (51 Wo.)CH | Erstveröffentlichung: 12. Juli 2019 Verkäufe: + 100.000                                        |                                                                                      |
| 2023 | In meiner Blüte        | DE4 (6 Wo.)DE | AT2 (5 Wo.)AT | CH3 (6 Wo.)CH | Erstveröffentlichung: 16. Juni 2023                                                            |                                                                                      |
| 2025 | <3 My People           | DE6 (… Wo.)DE | AT8 (… Wo.)AT | CH8 (… Wo.)CH | Erstveröffentlichung: 17. Juli 2025                                                            |                                                                                      |

### Kollaboalben
| Jahr | Titel   | Höchstplatzierung, Gesamtwochen, AuszeichnungChartplatzierungen (Jahr, Titel, Platzierungen, Wochen, Auszeichnungen, Anmerkungen) | Höchstplatzierung, Gesamtwochen, AuszeichnungChartplatzierungen (Jahr, Titel, Platzierungen, Wochen, Auszeichnungen, Anmerkungen) | Höchstplatzierung, Gesamtwochen, AuszeichnungChartplatzierungen (Jahr, Titel, Platzierungen, Wochen, Auszeichnungen, Anmerkungen) | Anmerkungen                                                             |
| Jahr | Titel   | DE | AT | CH | Anmerkungen                                                             |
| ---- | ------- | --- | --- | --- | ----------------------------------------------------------------------- |
| 2015 | Cla$$ic | DE1 Gold · (11 Wo.)DE | AT1 Gold · (10 Wo.)AT | CH1 Gold · (10 Wo.)CH | Erstveröffentlichung: 6. November 2015 Verkäufe: + 117.500; mit Bushido |

## Singles

### Als Leadmusiker
| Jahr | Titel Album                          | Höchstplatzierung, Gesamtwochen, AuszeichnungChartplatzierungen (Jahr, Titel, Album, Platzierungen, Wochen, Auszeichnungen, Anmerkungen) | Höchstplatzierung, Gesamtwochen, AuszeichnungChartplatzierungen (Jahr, Titel, Album, Platzierungen, Wochen, Auszeichnungen, Anmerkungen) | Höchstplatzierung, Gesamtwochen, AuszeichnungChartplatzierungen (Jahr, Titel, Album, Platzierungen, Wochen, Auszeichnungen, Anmerkungen) | Anmerkungen                                                                   |
| Jahr | Titel Album                          | DE | AT | CH | Anmerkungen                                                                   |
| --- | ------------------------------------ | --- | --- | --- | ----------------------------------------------------------------------------- |
| 2013 | Panamera Flow NWA                    | DE51 Gold · (1 Wo.)DE | AT51 (1 Wo.)AT | — | Erstveröffentlichung: 14. März 2013 Verkäufe: + 150.000; Bushido feat. Shindy |
| 2013 | Stress ohne Grund NWA                | DE19 (1 Wo.)DE | AT21 (5 Wo.)AT | CH45 (1 Wo.)CH | Erstveröffentlichung: 12. Juli 2013 feat. Bushido                             |
| 2014 | JFK / Safe Fuck Bitches Get Money    | DE56 (1 Wo.)DE | AT59 (1 Wo.)AT | — | Erstveröffentlichung: 19. September 2014                                      |
| 2014 | Sterne Fuck Bitches Get Money        | DE40 Gold · (1 Wo.)DE | AT42 (1 Wo.)AT | — | Erstveröffentlichung: 8. Oktober 2014 Verkäufe: + 200.000; feat. Bushido      |
| 2015 | Shindy x Balkan Mix –                | DE33 (1 Wo.)DE | AT48 (1 Wo.)AT | CH71 (1 Wo.)CH | Erstveröffentlichung: 25. Juni 2015                                           |
| 2015 | Brot brechen Cla$$ic                 | DE87 (1 Wo.)DE | — | — | Erstveröffentlichung: 21. Oktober 2015 mit Bushido                            |
| 2015 | GSD Cla$$ic                          | DE93 (1 Wo.)DE | — | — | Erstveröffentlichung: 29. Oktober 2015 mit Bushido                            |
| 2015 | Cla$$ic                              | DE62 (1 Wo.)DE | AT58 (1 Wo.)AT | CH75 (1 Wo.)CH | Erstveröffentlichung: 4. November 2015 mit Bushido                            |
| 2016 | Roli Dreams                          | DE14 (6 Wo.)DE | AT26 (1 Wo.)AT | CH38 (1 Wo.)CH | Erstveröffentlichung: 14. Juli 2016                                           |
| 2016 | Dreams                               | DE93 (1 Wo.)DE | — | — | Erstveröffentlichung: 6. Oktober 2016                                         |
| 2016 | Statements Dreams                    | DE67 (1 Wo.)DE | AT63 (1 Wo.)AT | CH83 (1 Wo.)CH | Erstveröffentlichung: 10. November 2016 feat. Bushido                         |
| 2019 | Dodi Drama                           | DE1 Gold · (16 Wo.)DE | AT1 (11 Wo.)AT | CH1 (10 Wo.)CH | Erstveröffentlichung: 11. Januar 2019 Verkäufe: + 200.000                     |
| 2019 | Road2Goat –                          | DE5 (4 Wo.)DE | AT10 (2 Wo.)AT | CH14 (2 Wo.)CH | Erstveröffentlichung: 1. März 2019                                            |
| 2019 | Affalterbach Drama                   | DE3 Gold · (18 Wo.)DE | AT3 (11 Wo.)AT | CH10 (8 Wo.)CH | Erstveröffentlichung: 22. März 2019 Verkäufe: + 200.000; feat. Shirin David   |
| 2019 | Nautilus Drama                       | DE2 Platin · (15 Wo.)DE | AT2 (11 Wo.)AT | CH2 (8 Wo.)CH | Erstveröffentlichung: 10. Mai 2019 Verkäufe: + 400.000                        |
| 2019 | EFH Drama                            | DE8 (5 Wo.)DE | AT9 (2 Wo.)AT | CH16 (2 Wo.)CH | Erstveröffentlichung: 21. Juni 2019                                           |
| 2019 | Raffaello Drama                      | DE4 (5 Wo.)DE | AT8 (4 Wo.)AT | CH9 (4 Wo.)CH | Erstveröffentlichung: 12. Juli 2019                                           |
| 2019 | Tiffany –                            | DE6 (4 Wo.)DE | AT8 (2 Wo.)AT | CH8 (2 Wo.)CH | Erstveröffentlichung: 6. Dezember 2019                                        |
| 2020 | 554 –                                | DE12 (2 Wo.)DE | AT15 (1 Wo.)AT | CH30 (1 Wo.)CH | Erstveröffentlichung: 31. Januar 2020                                         |
| 2020 | Hood –                               | DE10 (3 Wo.)DE | AT15 (1 Wo.)AT | CH28 (1 Wo.)CH | Erstveröffentlichung: 27. März 2020 mit AK Ausserkontrolle                    |
| 2020 | What’s Luv Byzantinische Rose        | DE3 Gold · (13 Wo.)DE | AT6 (6 Wo.)AT | CH6 (7 Wo.)CH | Erstveröffentlichung: 3. April 2020 Verkäufe: + 200.000                       |
| 2020 | Sony Pictures Byzantinische Rose     | DE25 (1 Wo.)DE | AT23 (1 Wo.)AT | CH23 (1 Wo.)CH | Erstveröffentlichung: 3. April 2020                                           |
| 2020 | Crispy –                             | DE28 (1 Wo.)DE | AT35 (1 Wo.)AT | CH39 (1 Wo.)CH | Erstveröffentlichung: 7. August 2020                                          |
| 2020 | Morning Sun –                        | DE8 (3 Wo.)DE | AT20 (3 Wo.)AT | CH13 (3 Wo.)CH | Erstveröffentlichung: 28. August 2020 mit OZ                                  |
| 2021 | Im Schatten der Feigenbäume –        | DE5 (3 Wo.)DE | AT9 (2 Wo.)AT | CH4 (2 Wo.)CH | Erstveröffentlichung: 13. August 2021                                         |
| 2021 | Mandarinen –                         | DE1 (4 Wo.)DE | AT7 (3 Wo.)AT | CH5 (4 Wo.)CH | Erstveröffentlichung: 3. September 2021                                       |
| 2022 | Hot Summer –                         | DE13 (3 Wo.)DE | AT16 (1 Wo.)AT | CH8 (2 Wo.)CH | Erstveröffentlichung: 8. Juli 2022                                            |
| 2022 | Mami Freestyle –                     | DE17 (2 Wo.)DE | AT36 (1 Wo.)AT | CH19 (1 Wo.)CH | Erstveröffentlichung: 19. August 2022                                         |
| 2023 | Geld machen jung In meiner Blüte     | DE5 (3 Wo.)DE | AT7 (2 Wo.)AT | CH6 (2 Wo.)CH | Erstveröffentlichung: 31. März 2023                                           |
| 2023 | Bayern Freestyle In meiner Blüte     | DE30 (1 Wo.)DE | AT48 (1 Wo.)AT | CH31 (1 Wo.)CH | Erstveröffentlichung: 5. Mai 2023                                             |
| 2023 | Cent’anni In meiner Blüte            | DE22 (1 Wo.)DE | AT34 (1 Wo.)AT | CH19 (1 Wo.)CH | Erstveröffentlichung: 19. Mai 2023                                            |
| 2023 | Free Spirit –                        | DE12 (2 Wo.)DE | AT29 (1 Wo.)AT | CH13 (1 Wo.)CH | Erstveröffentlichung: 21. Juni 2023                                           |
| 2023 | Ey Ma –                              | DE31 (1 Wo.)DE | AT71 (1 Wo.)AT | CH32 (1 Wo.)CH | Erstveröffentlichung: 4. August 2023                                          |
| 2024 | 40 Tage –                            | DE24 (3 Wo.)DE | AT64 (1 Wo.)AT | CH37 (2 Wo.)CH | Erstveröffentlichung: 21. Oktober 2024                                        |
| 2024 | F**kin’ 1 –                          | DE66 (1 Wo.)DE | — | CH74 (1 Wo.)CH | Erstveröffentlichung: 5. Dezember 2024                                        |
| 2025 | 10 Sommer <3 My People               | DE22 (2 Wo.)DE | AT52 (1 Wo.)AT | CH32 (1 Wo.)CH | Erstveröffentlichung: 22. Mai 2025                                            |
| 2025 | Prototyp <3 My People                | DE33 (1 Wo.)DE | — | CH54 (1 Wo.)CH | Erstveröffentlichung: 5. Juni 2025 feat. Massiv                               |
| 2025 | Sport & Diät <3 My People            | DE77 (1 Wo.)DE | — | — | Erstveröffentlichung: 3. Juli 2025                                            |
| Folgende Lieder erschienen nicht als Single, wurden aber durch das Album zum Download und Streaming bereitgestellt und konnten somit eine Platzierung erlangen: |                                      | | | |                                                                               |
| |                                      | | | |                                                                               |
| 2013 | Immer immer mehr NWA                 | — | AT62 (1 Wo.)AT | — | Charteinstieg: 5. Juli 2013 feat. Bushido & Sido                              |
| 2013 | Springfield NWA                      | DE88 (1 Wo.)DE | — | — | Charteinstieg: 26. Juli 2013 feat. Bushido                                    |
| 2013 | Springfield 2 NWA 2.0                | DE37 (1 Wo.)DE | AT42 (1 Wo.)AT | CH49 (1 Wo.)CH | Charteinstieg: 16. August 2013                                                |
| 2013 | Mein Shit NWA 2.0                    | DE52 (1 Wo.)DE | AT55 (1 Wo.)AT | — | Charteinstieg: 16. August 2013                                                |
| 2013 | Stress mit Grund NWA 2.0             | DE21 (1 Wo.)DE | AT27 (1 Wo.)AT | CH31 (1 Wo.)CH | Charteinstieg: 16. August 2013 feat. Bushido & Haftbefehl                     |
| 2013 | Bruce Wayne NWA 2.0                  | DE50 (1 Wo.)DE | AT54 (1 Wo.)AT | CH63 (1 Wo.)CH | Charteinstieg: 16. August 2013 feat. Eko Fresh                                |
| 2014 | Julius Caesar Fuck Bitches Get Money | DE71 (1 Wo.)DE | — | — | Charteinstieg: 24. Oktober 2014                                               |
| 2016 | Art of War Dreams                    | — | — | CH98 (1 Wo.)CH | Charteinstieg: 20. November 2016 feat. Bushido                                |
| 2019 | Babygirl Drama                       | DE18 Gold · (4 Wo.)DE | AT21 (2 Wo.)AT | CH21 (2 Wo.)CH | Charteinstieg: 19. Juli 2019 Verkäufe: + 200.000                              |
| 2019 | Babyblau Drama                       | DE19 (3 Wo.)DE | AT24 (1 Wo.)AT | CH27 (1 Wo.)CH | Charteinstieg: 19. Juli 2019                                                  |
| 2019 | Drama                                | DE27 (2 Wo.)DE | — | — | Charteinstieg: 19. Juli 2019                                                  |
| 2019 | Rapsuperstar Drama                   | DE28 (2 Wo.)DE | — | — | Charteinstieg: 19. Juli 2019                                                  |
| 2019 | Bietigheim Sunshine Drama            | DE30 (1 Wo.)DE | — | — | Charteinstieg: 19. Juli 2019                                                  |
| 2019 | Honigtopf Drama                      | DE32 (1 Wo.)DE | — | — | Charteinstieg: 19. Juli 2019                                                  |
| 2019 | MMM Drama                            | DE37 (1 Wo.)DE | — | — | Charteinstieg: 19. Juli 2019                                                  |
| 2019 | Shoot Drama                          | DE43 (1 Wo.)DE | — | — | Charteinstieg: 19. Juli 2019                                                  |
| 2019 | Oud Interlude Drama                  | DE98 (1 Wo.)DE | — | — | Charteinstieg: 19. Juli 2019                                                  |
| 2023 | How Come? In meiner Blüte            | DE40 (1 Wo.)DE | — | CH52 (1 Wo.)CH | Charteinstieg: 23. Juni 2023 feat. Nate Dogg                                  |
| 2023 | September In meiner Blüte            | DE— aDE | — | CH25 (2 Wo.)CH | Charteinstieg: 25. Juni 2023                                                  |
| 2023 | All Eyez on Me In meiner Blüte       | — | — | CH98 (1 Wo.)CH | Charteinstieg: 25. Juni 2023                                                  |
| 2025 | Habemus Papam <3 My People           | DE54 (1 Wo.)DE | — | CH68 (1 Wo.)CH | Charteinstieg: 25. Juli 2025                                                  |

### Als Gastmusiker
| Jahr | Titel Album                         | Höchstplatzierung, Gesamtwochen, AuszeichnungChartplatzierungen (Jahr, Titel, Album, Platzierungen, Wochen, Auszeichnungen, Anmerkungen) | Höchstplatzierung, Gesamtwochen, AuszeichnungChartplatzierungen (Jahr, Titel, Album, Platzierungen, Wochen, Auszeichnungen, Anmerkungen) | Höchstplatzierung, Gesamtwochen, AuszeichnungChartplatzierungen (Jahr, Titel, Album, Platzierungen, Wochen, Auszeichnungen, Anmerkungen) | Anmerkungen                                                                                          |
| Jahr | Titel Album                         | DE | AT | CH | Anmerkungen                                                                                          |
| --- | ----------------------------------- | --- | --- | --- | --- |
| 2012 | Finale wir kommen –                 | DE29 (5 Wo.)DE | — | — | Erstveröffentlichung: 25. Juni 2012; mit Kay One offizieller EM-Mannschaftssong 2012                 |
| 2016 | Sex ohne Grund Rumble in the Jungle | DE27 Platin · (25 Wo.)DE | AT42 (1 Wo.)AT | — | Erstveröffentlichung: 11. Mai 2016 Verkäufe: + 400.000 Ali Bumaye feat. Shindy; Refrain: Nico Santos |
| 2020 | KMDF Das weiße Album                | DE15 (2 Wo.)DE | AT28 (1 Wo.)AT | CH33 (1 Wo.)CH | Erstveröffentlichung: 5. Juni 2020 Haftbefehl feat. Shindy                                           |
| 2020 | AAA Laas Man Standing               | DE— bDE | — | — | Erstveröffentlichung: 16. Juli 2020 Laas feat. Shindy                                                |
| 2021 | SYGL Trip                           | DE9 (4 Wo.)DE | AT9 (3 Wo.)AT | CH33 (1 Wo.)CH | Erstveröffentlichung: 5. März 2021 Cro feat. Shindy                                                  |
| 2023 | Red Dot –                           | DE81 (1 Wo.)DE | — | — | Erstveröffentlichung: 8. Dezember 2023 DJ Jeezy feat. Shindy & AJ Tracey                             |
| 2025 | Parfum –                            | DE2 (… Wo.)DE | AT12 (4 Wo.)AT | CH5 (4 Wo.)CH | Erstveröffentlichung: 20. Juni 2025 Jazeek feat. Shindy                                              |
| 2025 | Don’t Judge –                       | DE31 (… Wo.)DE | — | — | Erstveröffentlichung: 1. August 2025 Billa Joe feat. Shindy                                          |
| Folgende Lieder erschienen nicht als Single, wurden aber durch das Album zum Download und Streaming bereitgestellt und konnten somit eine Platzierung erlangen: |                                     | | | | |
| |                                     | | | | |
| 2014 | AMG Sonny Black                     | DE83 (1 Wo.)DE | — | — | Charteinstieg: 28. Februar 2014 Bushido feat. Shindy                                                 |
| 2016 | Kimbo Slice Rumble in the Jungle    | DE76 (1 Wo.)DE | — | — | Erstveröffentlichung: 10. Juni 2016 Ali Bumaye feat. Shindy                                          |
| 2017 | Moonwalk Black Friday               | DE34 (2 Wo.)DE | AT51 (1 Wo.)AT | — | Erstveröffentlichung: 16. Juni 2017 Bushido feat. Shindy                                             |
| 2021 | NDA’s Bitches brauchen Rap          | DE14 (2 Wo.)DE | AT22 (1 Wo.)AT | CH28 (1 Wo.)CH | Charteinstieg: 26. November 2021 Shirin David feat. Shindy                                           |
| 2024 | Pimpsport Fieber                    | DE58 (1 Wo.)DE | — | — | Charteinstieg: 12. Januar 2024 OG Keemo feat. Shindy & Sumpa                                         |
| 2024 | Big Stepper Nur für meine Augen     | DE68 (1 Wo.)DE | — | CH84 (… Wo.)CH | Charteinstieg: 6. Dezember 2024 Kalim feat. Shindy                                                   |

Weitere Gastauftritte
- 2006: Gangsta of Love (auf König im Süden von Jaysus)
- 2007: Sonnenbrille Nachts (auf Der Erste Tag vom Rest meines Lebens von Jaysus)
- 2011: Backpacker laber’ nicht, Stück von mir und Lass’ mir meine Ehre (auf Rapaganda von Jaysus)
- 2011: Egoist (auf Narzischwein von Jaysus)
- 2012: Sportsfreund, Lagerfeld Flow und Villa auf Hawaii (auf Prince of Belvedair von Kay One)
- 2013: Gangsta Squad (auf Eksodus von Eko Fresh)
- 2013: Ritz Carlton (auf Hallo Monaco von Capo)
- 2015: Bitch und Same Shit Different Day auf Fette Unterhaltung von Ali Bumaye
- 2015: Mit dem BMW Pt.2 auf Weil die Straße nicht vergisst von Fler
- 2016: Attitude auf Vibe von Fler

## Musikvideos
- 2012: Finale wir kommen (mit Kay One)
- 2013: Panamera Flow (mit Bushido)
- 2013: NWA / Ice - T
- 2013: Stress ohne Grund (mit Bushido)
- 2014: JFK / Safe
- 2014: Sterne (mit Bushido)
- 2015: Shindy x Balkan Mix
- 2015: Brot brechen (mit Bushido)
- 2015: GSD (mit Bushido)
- 2015: Cla$$ic (mit Bushido)
- 2016: Sex ohne Grund (mit Ali Bumaye)
- 2016: Roli
- 2016: Dreams
- 2016: Statements (mit Bushido)
- 2019: Dodi
- 2019: Road2Goat
- 2019: Affalterbach (feat. Shirin David)
- 2019: Nautilus
- 2019: EFH
- 2019: Raffaello
- 2019: Tiffany
- 2020: Crispy (nur auf Instagram IGTV)
- 2023: Geld machen jung
- 2024: 40 Tage
- 2024: Big Stepper (mit Kalim)
- 2024: F**KIN' 1
- 2025: 10 SOMMER
- 2025: Prototyp (mit Massiv)
- 2025: Parfum (mit Jazeek)
- 2025: Sport & Diät
- 2025: Superhot

## Sonderveröffentlichungen
Freetracks
- 2005: Wegtreten (feat. Tua)
- 2006: Playboys (Mambo No. ’06)
- 2007: Die flippen aus (feat. Jaysus)
- 2009: Jasmin
- 2009: Das rappst du nicht du Spast (feat. Jaysus)
- 2010: Ich hab’s halt
- 2011: Der Grieche aus dem Süden
- 2011: Crime Payz
- 2012: Hugo Boss (mit Kay One)
- 2012: Bad Boyz 4 Life (mit Kay One & Blacklife)
- 2012: Crime Payz Millionäre (mit Kay One & Crime Payz)
- 2012: Sunnyboys (mit Kay One) (Vega & Fard Diss)
- 2013: Alkoholisierte Pädophile (Disstrack gegen Kay One)
- 2014: JFK (Video Version)
- 2015: Zu Fett als Produzent für Ali Bumaye auf Juice CD #128
- 2015: Rap Leben (mit Bushido) auf Juice CD #132

## Statistik

### Chartauswertung
|                     | DE    | AT    | CH    |
| ------------------- | ----- | ----- | ----- |
| Nummer-eins-Alben   | DE5DE | AT4AT | CH3CH |
| Top-10-Alben        | DE8DE | AT7AT | CH7CH |
| Alben in den Charts | DE8DE | AT7AT | CH7CH |

|                       | DE     | AT     | CH     |
| --------------------- | ------ | ------ | ------ |
| Nummer-eins-Singles   | DE2DE  | AT1AT  | CH1CH  |
| Top-10-Singles        | DE14DE | AT11AT | CH10CH |
| Singles in den Charts | DE68DE | AT44AT | CH42CH |

### Auszeichnungen für Musikverkäufe
| Goldene Schallplatte - Deutschland - 2023: für das Lied Lieblingslied |

Anmerkung: Auszeichnungen in Ländern aus den Charttabellen bzw. Chartboxen sind in ebendiesen zu finden.
| Land/RegionAuszeichnungen für Musikverkäufe (Land/Region, Auszeichnungen, Verkäufe, Quellen) | Gold       | Platin     | Verkäufe  | Quellen           |
| -------------------------------------------------------------------------------------------- | ---------- | ---------- | --------- | ----------------- |
| Deutschland (BVMI)                                                                           | 11× Gold11 | 3× Platin3 | 2.700.000 | musikindustrie.de |
| Österreich (IFPI)                                                                            | 2× Gold2   | —          | 15.000    | ifpi.at           |
| Schweiz (IFPI)                                                                               | Gold1      | —          | 10.000    | Einzelnachweise   |
| Insgesamt                                                                                    | 14× Gold14 | 3× Platin3 |           |                   |